# Rossijskij (Kraj Krasnodarski)
Rossijskij (ros. Российский) – osiedle w Rosji, w Kraju Krasnodarskim, w okręgu miejskim Krasnodaru. W 2010 liczyło 707 mieszkańców.